# وايت دوغ
بيلي ألسبروكس جونيور (بالإنجليزية: White Dawg)  المعروف سابقًا باسمه الفني وايت دوج، هو مغني راب وكاتب أغاني ومنتج موسيقي أمريكي سابق. تتضمن تسجيلاته أغنية الراب "Restless" التي تصدرت قائمة بيلبورد (#18 يوليو 1999) من ألبومه الوطني الأول Thug Ride. كما أنتج أيضًا للعديد من الفنانين الذهبيين والبلاتينيين أثناء فترة عمله في المجال الموسيقي (ريك روس / بليز / تريك دادي / باستور تروي / ترينا / بيتبول). تقاعد وايت دوج من صناعة الموسيقى بعد وفاة والده في نهاية ديسمبر 2007. عام 2016 كتب كتاب مبارك ولا يمكن إيقافه: مخططك للنجاح وهو الآن متحدث تحفيزي.

## الحياة المهنية
وُلِد وايت دوج في فلورنسا، ألاباما، وهو ابن عازف الجيتار بيلي ألسبروكس الأب من استوديو ماسل شولز ساوند، والموسيقي تيري فليمنج. انتقل وايت دوج إلى فورت لودرديل، فلوريدا عام 1989. بدأ توزيع موسيقاه من خلال إهداء الأشرطة في متجر تسجيلات محلي، Kotam Stereo، في سوق السلع المستعملة في أوكلاند بارك، وانضم إلى Jam Pony DJs. التحق وايت دوج بمعهد فورت لودرديل للفنون وتخصص في مجال الموسيقى والفيديو.
أصدر وايت دوج أول ألبوم كامل له على المستوى الوطني، Thug Rideعام 1999 على شركة التسجيلات المستقلة Paper Chasers، والذي تضمن أغنيته المنفردة "Restless" التي صدرت عام 1999. وصلت أغنية Restless إلى المركز 18 على قائمة أغاني الراب الساخنة لمجلة Billboard وتم تسليط الضوء عليها أيضًا في يوليو 1999 باعتبارها صاحبة أكبر مبيعات.  كما أنتج أيضًا للعديد من الفنانين الذهبيين والبلاتينيين خلال فترة عمله في المجال الموسيقي (ريك روس / بليز / تريك دادي / باستور تروي / ترينا / بيتبول). في عام 2007، أصدر وايت دوغ أغنية "Right Here". عام 2007تقاعد وايت دوج من صناعة الموسيقى بعد وفاة والده في أواخر ديسمبر.[بحاجة لمصدر]
أوائل عام 2008، أصبح ألسبروكس مسيحيًا مولودًا من جديد. تخرج من جامعة فيث كريستيان ي عام 2013. منذ تركه مجال الموسيقى، أصبح بيلي متحدثًا تحفيزيًا دوليًا، ومؤلفًا لكتب الأكثر مبيعًا، وشاعرًا حائزًا على جوائز. لقد أصدر كتابًا بعنوان "المبارك الذي لا يمكن إيقافه: مخططك للنجاح"[بحاجة لمصدر] وخمسة ألبومات "تحفيزية".[بحاجة لمصدر] كتابه الثاني بعنوان "الحرق: السيمفونية الداخلية للنار " من المقرر أن يصدر في وقت مبكر من عام 2021.[بحاجة لمصدر]

## ديسكوغرافيا

### الأغاني المنفردة لفرقة وايت دوغ
- وايت دوغ: ذا بروارد بلاياز (1996)
- سلينغ ذات ثانغ (1997)
- رحلة البلطجة (1999)
- العداء (2002)
- بلاتينيوم معزز (2004)
- أنا ضد أنا (2006)

### ألبومات راب وايت دوغ
- 1999: "لا يهدأ"
- 2002: "تناول حبة دواء"
- 2007: "هنا"

## روابط خارجية
- الموقع الرسمي